# Gertrud Harms
Gertrud Harms, verh. Holloway (* 10. April 1916 in Bremen; † 27. Januar 1976 in Bethesda (Maryland) (USA)) war eine deutsche Kunsthistorikerin und Bremer Politikerin (BDV/FDP).

## Biografie

### Familie, Studium und Beruf
Gertrud (gen. Trudel) Harms war die Tochter des Kaufmanns Louis Adolf Wilhelm Harms (1872–1941) und seiner Frau Caroline Auguste Frieda, die das Textilhaus Harms am Wall in Bremen, Am Wall 158–161, führten. 

Sie studierte Kunstgeschichte, Geschichte, Philosophie und Archäologie an der Universität München, der Universität Würzburg, der Universität zu Berlin, in Griechenland und Italien. Sie reiste deshalb durch Europa, nach Nordafrika in die Türkei und nach Syrien. 1941 wurde sie zur Dr. phil. promoviert. In Berlin war sie ab 1942 in der Denkmalpflege und danach beim Finanzministerium tätig.
Nach dem Zweiten Weltkrieg kehrte sie nach Bremen zurück. Sie unterrichtete nebenamtlich Kunstgeschichte an mehreren Schulen und an der Bremer Volkshochschule. Von 1951 bis 1953 war sie Mitarbeiterin im Focke-Museum. 
1953 heiratete sie den US-amerikanischen Vizekonsul in Hongkong Jerome Knight Holloway (1923–2006). Sie gab das Abgeordnetenmandat und den Beruf auf und zog nach Hongkong. Holloway wurde Anfang der 1970er Jahre Generalkonsul in Kobe-Osaka in Japan. Später lebte sie in Bethesda in Maryland. Beide hatten drei Kinder. Beerdigt wurde sie jedoch in Bremen.

### Politik
Sie trat in die Bremer Demokratische Volkspartei (BDV) ein, die 1948 Teil der FDP wurde. Von 1947 bis 1953 war sie Mitglied der Bremer Bürgerschaft. 1951 wurde sie zu einer der Vizepräsidenten der Bremer Bürgerschaft gewählt. Sie wirkte in den Deputationen für allgemeinbildende Schulen und für innere Verwaltung mit. Sie schrieb hier eine Schrift zur Entwicklung des Bremer Marktplatzes. Sie unterstützte die Gründung einer Bremer Universität.